# Tonelliho příznak
Tonelliho příznak patří mezi příznaky smrti vyskytující se u zemřelých. Tento příznak je pozitivní už od několika minut po smrti a trvá až do posmrtné ztuhlosti duhovky, která nastává 1–2 hodiny po smrti. Příznak spočívá v deformaci zornice vyvolané stisky prsty proti sobě v blízkosti rohovky. Při stisku dvěma prsty je deformace zornice oválná a při stisku třemi prsty trojhranná.
Příznak je nespolehlivý a nelze jej vyvolat u osob utonulých, majících oční vadu glaukom a u oběšených.

## Nejisté známky smrti
Nejisté známky smrti jsou takové příznaky smrti, které nedovolují jednoznačně stanovit smrt. Patří k nim bledost kůže, pokles tělesné teploty, ochabnutí svalstva, areflexie, nerozpoznatelné dýchání, nehmatný puls a neslyšitelná srdeční činnost.

## Jisté známky smrti
Mezi jisté známky smrti patří posmrtné skvrny, posmrtná ztuhlost a hnilobné změny.